# Eparchia di Saransk

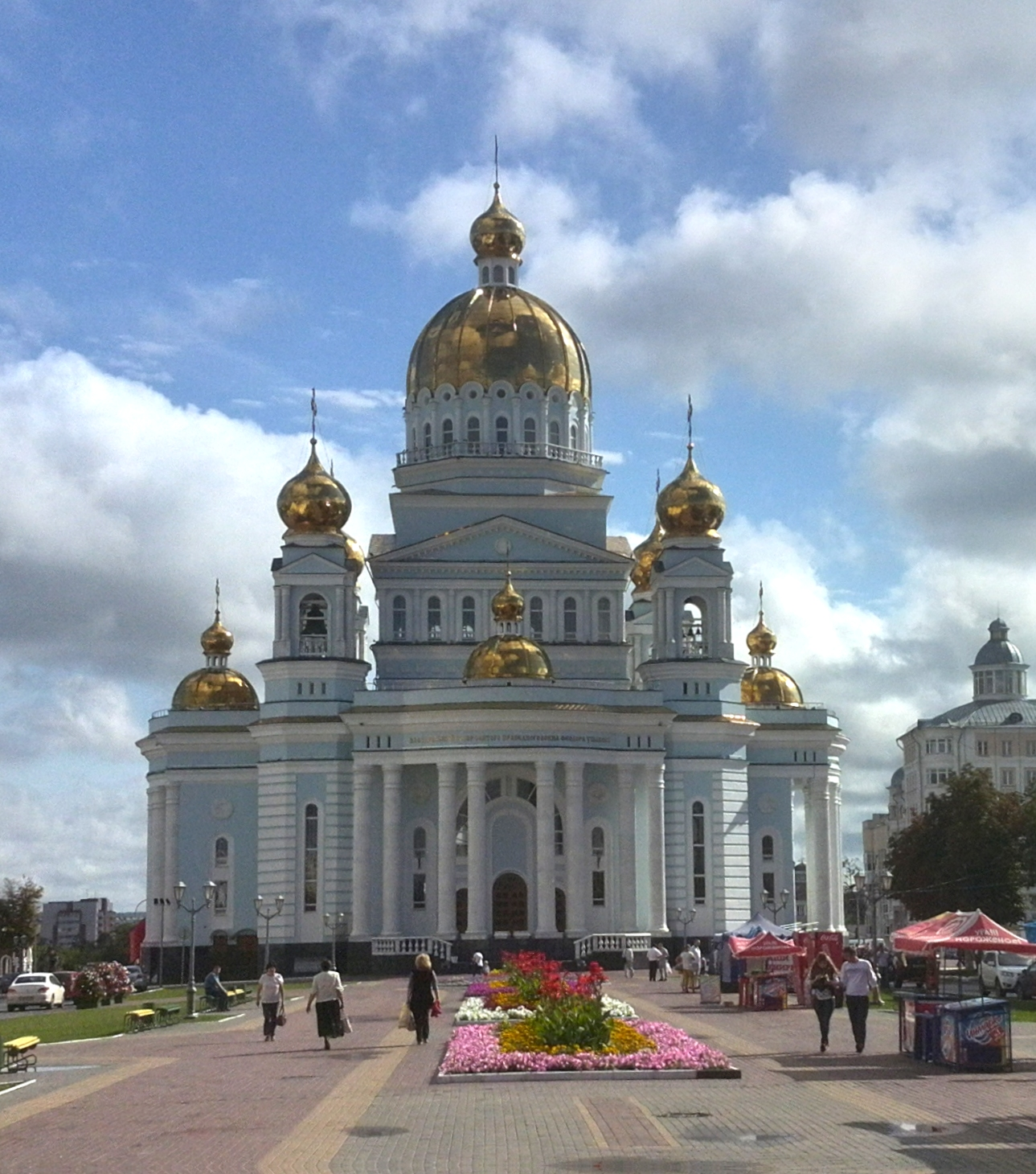
La cattedrale di San Teodoro Ušakov di Saransk.

L'eparchia di Saransk (in russo Саранская епархия?) è una diocesi della Chiesa ortodossa russa, appartenente alla metropolia di Mordovia.

## Territorio
L'eparchia comprende la città di Saransk e i rajon Insarskij, Ičalkovskij, Kadoškinskij, Kovylkinskij, Kočkurovskij, Ljambirskij, Romodanovskij e Ruzaevskij in Mordovia.
Sede eparchiale è Saransk, dove si trova la cattedrale di San Teodoro Ušakov.
L'eparca ha il titolo ufficiale di «metropolita di Saransk e di Mordovia».

## Storia
L'eparchia è stata eretta il 29 gennaio 1991, ricavandone il territorio dall'eparchia di Penza.
Il 30 maggio 2011 ha ceduto porzioni di territorio a vantaggio dell'erezione delle eparchie di Ardatov e di Krasnoslobodsk.
Il 6 ottobre 2011 è entrata a far parte della metropolia di Mordovia.